# Формула Коидэ

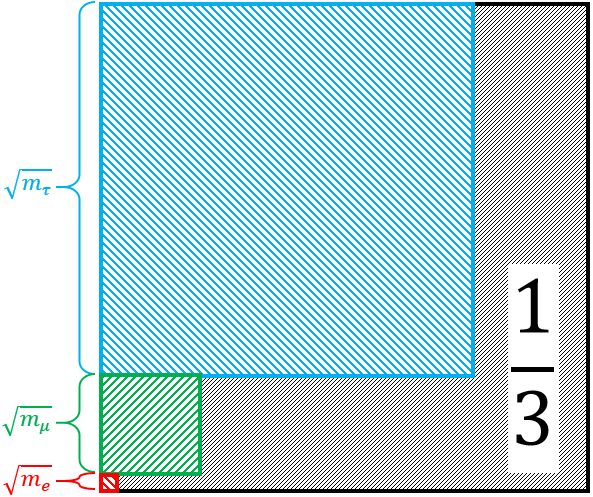
Геометрическая интерпретация формулы Коидэ (размеры квадратов условные, не в масштабе масс)

Формула Коидэ — формула, дающая простое соотношение масс трёх лептонов: электрона {\displaystyle m_{e}}, мюона {\displaystyle m_{\mu }} и таона {\displaystyle m_{\tau }}. Она имеет вид
{\displaystyle m_{e}+m_{\mu }+m_{\tau }={\frac {2}{3}}{\big (}{\sqrt {m_{e}}}+{\sqrt {m_{\mu }}}+{\sqrt {m_{\tau }}}{\big )}^{2}.}
Если взять современные (на 2024 год) данные о массах лептонов: me = 0,51099895000(15) МэВ/c2, mμ = 105,6583755(23) МэВ/c2, mτ = 1776,93(9) МэВ/c2, то отношение будет иметь значение
{\displaystyle {\frac {m_{e}+m_{\mu }+m_{\tau }}{{\big (}{\sqrt {m_{e}}}+{\sqrt {m_{\mu }}}+{\sqrt {m_{\tau }}}{\big )}^{2}}}=0{,}6666645\pm 0{,}0000051.}
Это соотношение было обнаружено японским физиком Ёсио Коидэ в 1983 году. Оно не имеет теоретического объяснения и может быть просто случайным совпадением. Однако японский физик Юкинари Сумино построил эффективную теорию поля, в которой вводится калибровочная симметрия, дающая массы в точном соответствии с формулой Коидэ.
Если формула Коидэ строго выполняется, то масса таона не является независимой величиной, а определяется из масс электрона и мюона:
{\displaystyle m_{\tau }=\left(2{\sqrt {m_{e}}}+2{\sqrt {m_{\mu }}}+{\sqrt {3(m_{e}+m_{\mu })+12{\sqrt {m_{e}m_{\mu }}}}}\right)^{2}=(1776,968884\pm 0,000065)\ {\text{МэВ}}/c^{2},}.

## Формула Коидэ для нейтрино
Есть предположение, что соотношение масс трёх поколений нейтрино также подчиняется формуле Коидэ, но поскольку на сегодняшний день определены только лишь верхние границы их масс, проверить это невозможно. Однако, из данных по нейтринным осцилляциям были получены значения разностей масс нейтрино разных поколений. На основании этих значений, используя формулу Коидэ, можно получить точные значения масс каждого нейтрино:
m1 = 0,00001 эВ/c2
m2 = 0,0084 эВ/c2
m3 = 0,05 эВ/c2
Напротив, Александр Картавцев в своей работе предполагает, что, возможно, формула Коидэ выполняется для массивных лептонов и нейтрино не отдельно, а для масс всех лептонов вместе:
{\displaystyle m_{e}+m_{\mu }+m_{\tau }+m_{\nu _{e}}+m_{\nu _{\mu }}+m_{\nu _{\tau }}={\frac {2}{3}}{\big (}{\sqrt {m_{e}}}+{\sqrt {m_{\mu }}}+{\sqrt {m_{\tau }}}+{\sqrt {m_{\nu _{e}}}}+{\sqrt {m_{\nu _{\mu }}}}+{\sqrt {m_{\nu _{\tau }}}}{\big )}^{2},}
но из-за малости масс нейтрино их вклад в соотношение незаметен.

## Формула Коидэ для кварков
Формула Коидэ приближённо выполняется и для трёх тяжёлых кварков: c, b и t. Из современных (2018 год) оценок их масс: mc = 1240...1300 МэВ/c2, mb = 4150...4220 МэВ/c2, mt = 172600...173400 МэВ/c2, видно, что точного соотношения они не дают:
{\displaystyle {\frac {m_{c}+m_{b}+m_{t}}{{\big (}{\sqrt {m_{c}}}+{\sqrt {m_{b}}}+{\sqrt {m_{t}}}{\big )}^{2}}}=0{,}6682\ldots 0{,}6709.}
Для лёгких кварков (u, d и s) формула Коидэ даёт значение
{\displaystyle {\frac {m_{u}+m_{d}+m_{s}}{{\big (}{\sqrt {m_{u}}}+{\sqrt {m_{d}}}+{\sqrt {m_{s}}}{\big )}^{2}}}=0{,}5611\ldots 0{,}5783\approx {\frac {5}{9}}.}